# Aleurolobus marlatti
Aleurolobus marlatti es un hemíptero de la familia Aleyrodidae, con una subfamilia: Aleyrodinae. Fue descrita científicamente en 1903 por Quaintance.